# Wemding
Wemding is een plaats in de Duitse deelstaat Beieren, en maakt deel uit van het Landkreis Donau-Ries.
Wemding telt 5.817 inwoners.

## Historiek
Een eerste schriftelijke vermelding ("uuemodinga") uit 793 van Wemding, is aangetroffen in een schenkingsakte van graaf Helmoin uit Gosheim (Huisheim). In 1993, het jaar waarin de stad Wemding haar 1200-jarig bestaan vierde, werd begonnen met de bouw van de Zeitpyramide, een kunstwerk van de kunstenaar Manfred Laber.

## Foto's

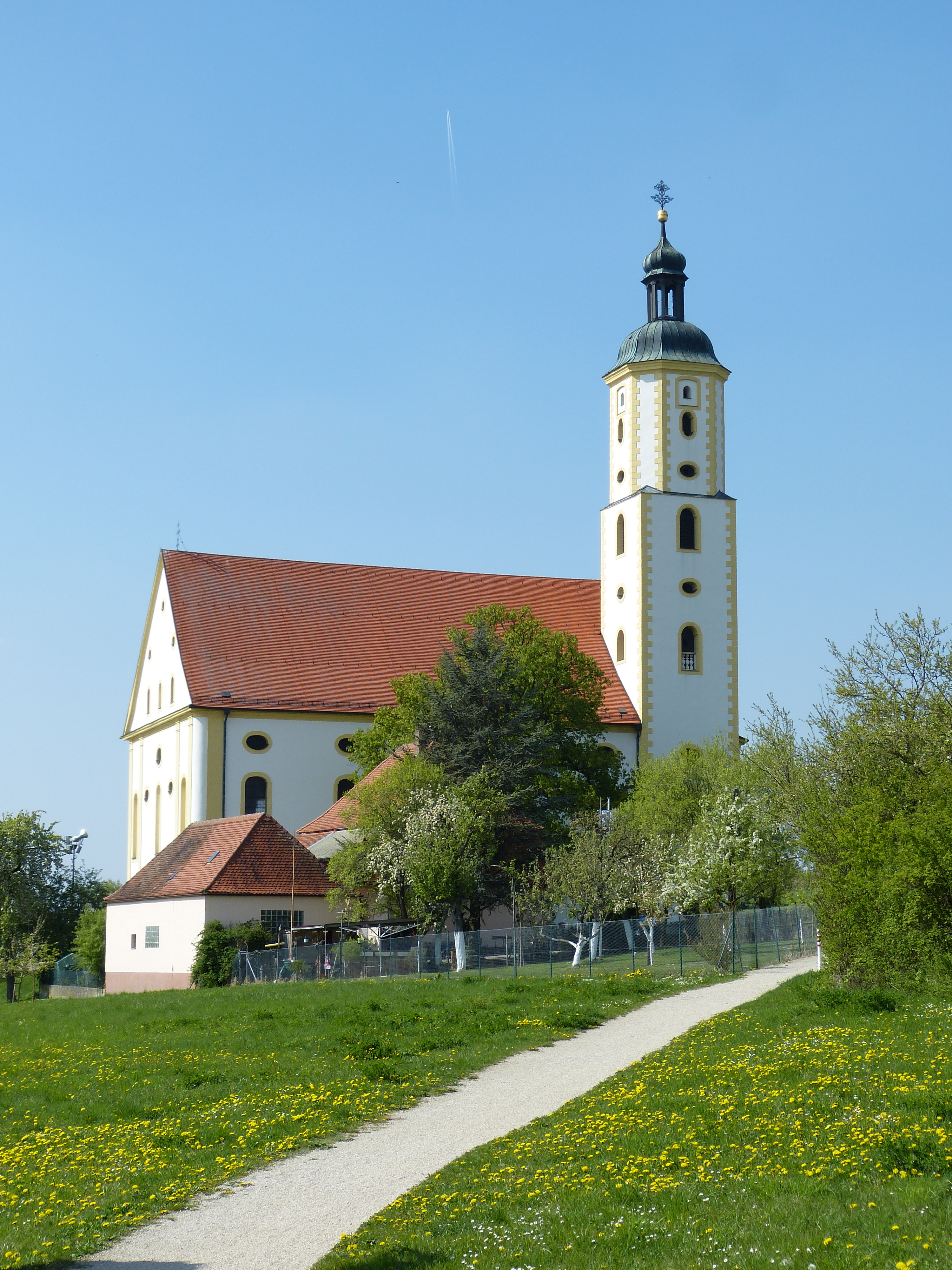
Wahlfahrt kerk in Wemding
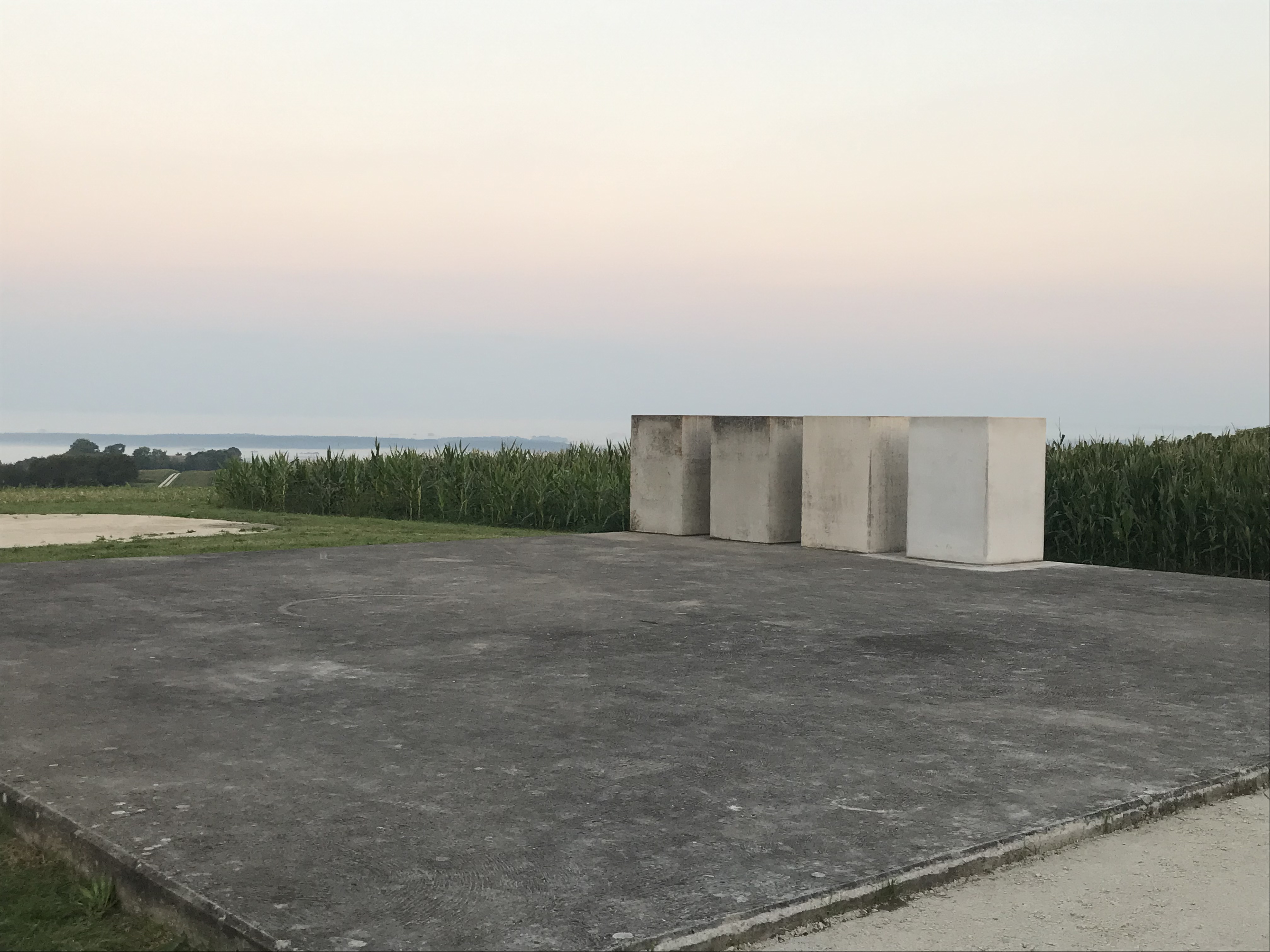
Zeitpyramide
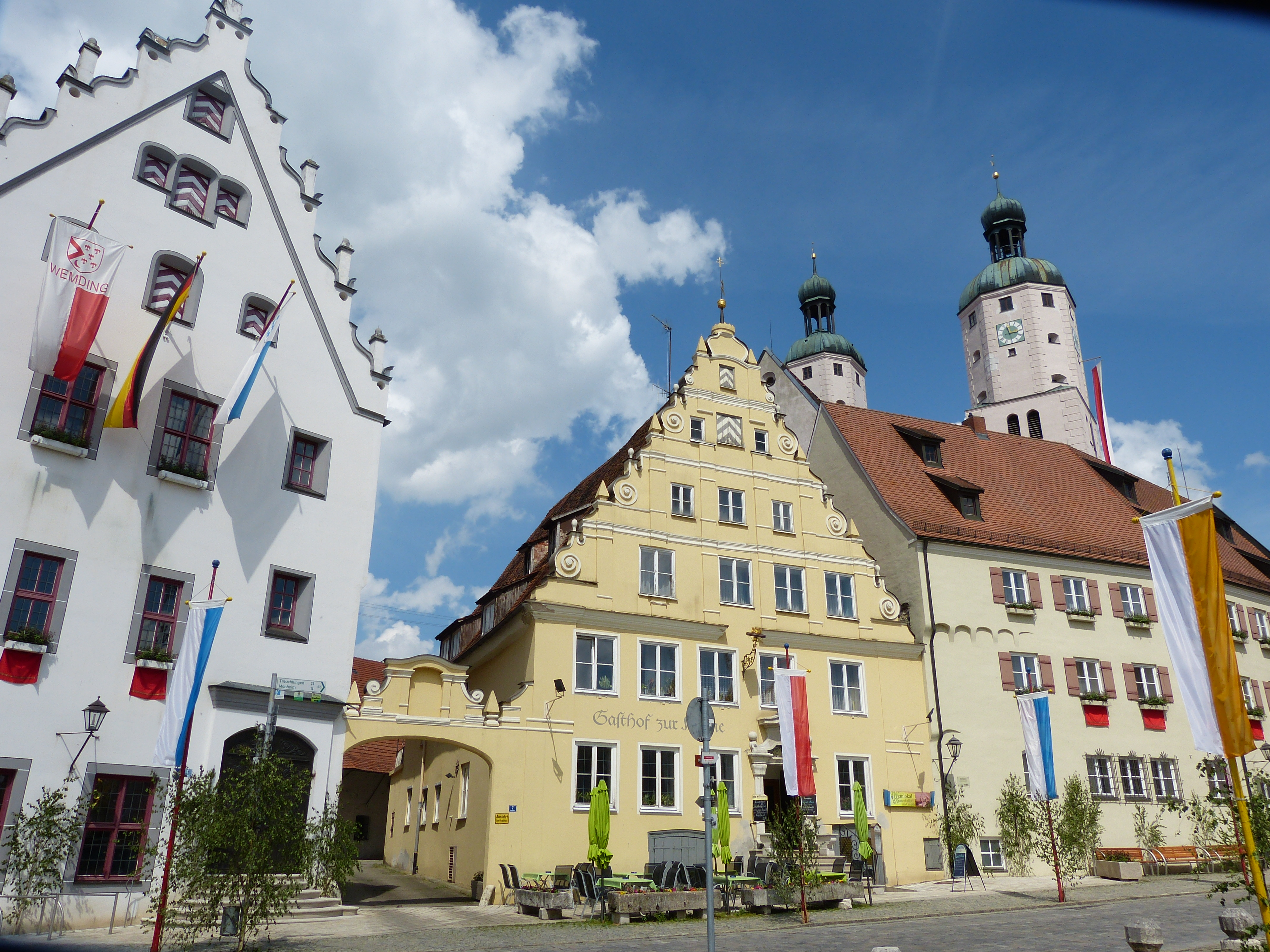
De Marktplatz

Alerheim ·
Amerdingen ·
Asbach-Bäumenheim ·
Auhausen ·
Buchdorf ·
Daiting ·
Deiningen ·
Donauwörth ·
Ederheim ·
Ehingen am Ries ·
Forheim ·
Fremdingen ·
Fünfstetten ·
Genderkingen ·
Hainsfarth ·
Harburg ·
Hohenaltheim ·
Holzheim ·
Huisheim ·
Kaisheim ·
Maihingen ·
Marktoffingen ·
Marxheim ·
Megesheim ·
Mertingen ·
Mönchsdeggingen ·
Monheim ·
Möttingen ·
Munningen ·
Münster ·
Niederschönenfeld ·
Nördlingen ·
Oberndorf am Lech ·
Oettingen in Bayern ·
Otting ·
Rain ·
Reimlingen ·
Rögling ·
Tagmersheim ·
Tapfheim ·
Wallerstein ·
Wechingen ·
Wemding ·
Wolferstadt